# Neustadt am Kulm

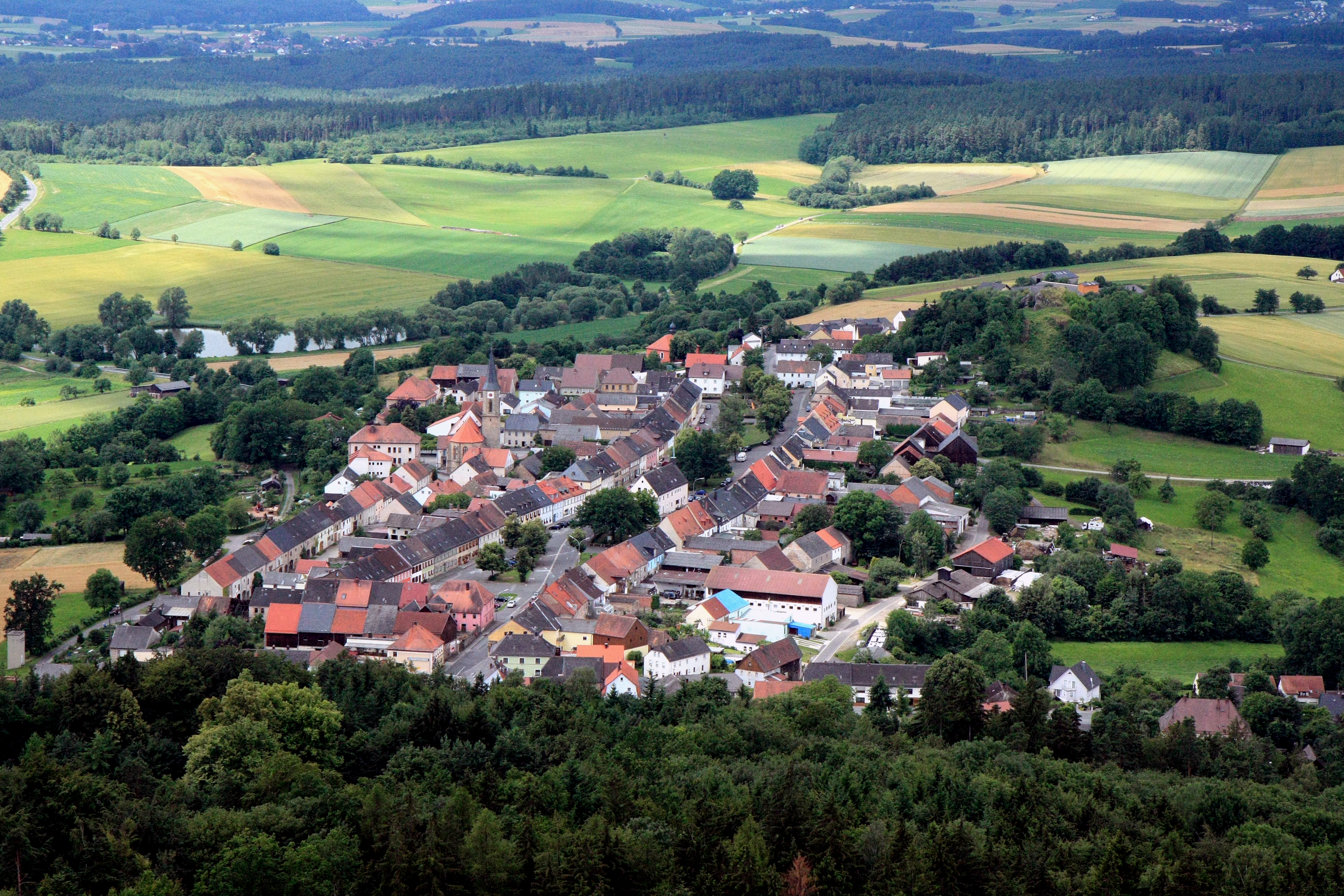
Ansicht von Neustadt am Kulm

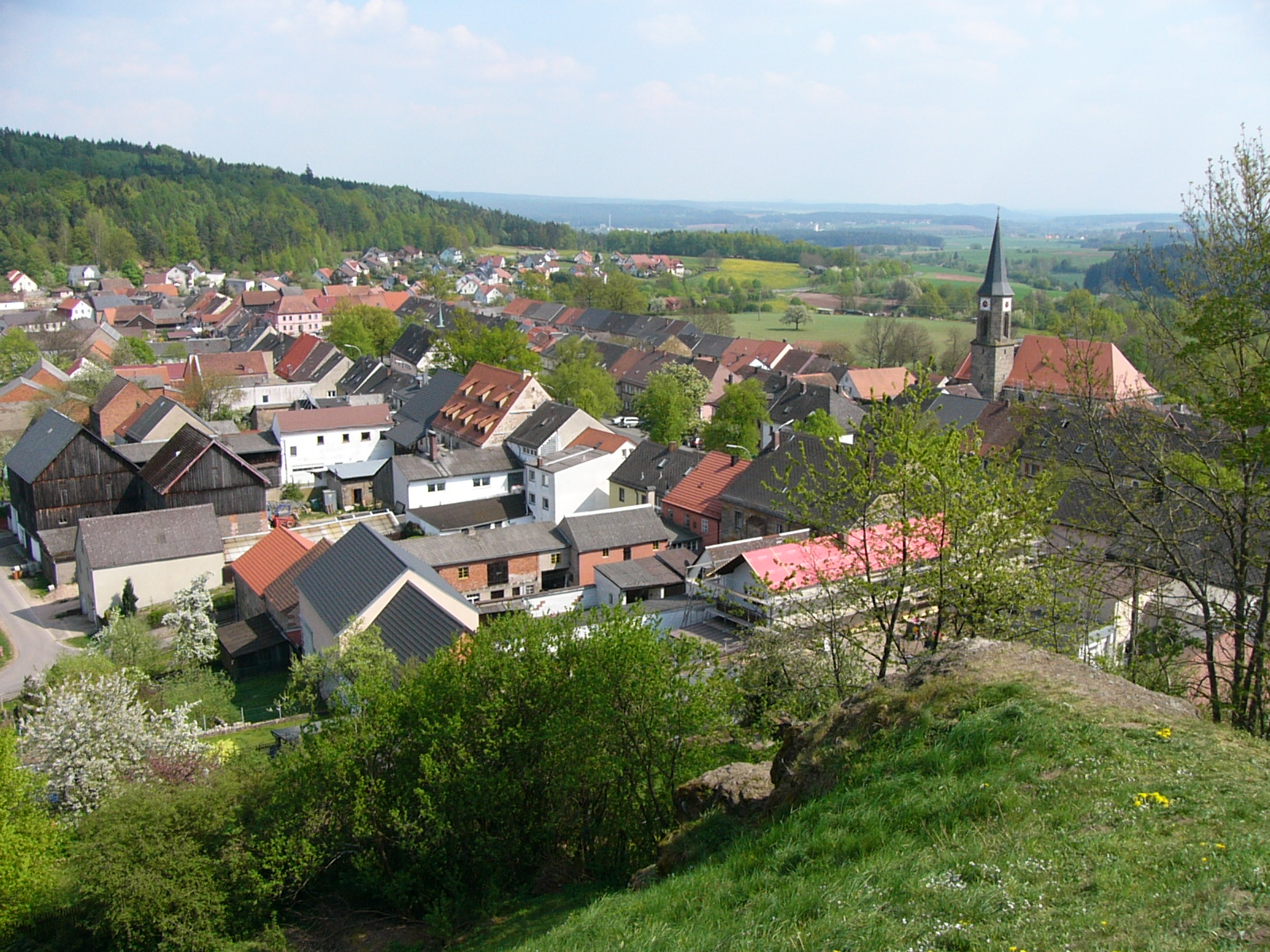
Blick vom Kleinen Kulm auf die Stadt

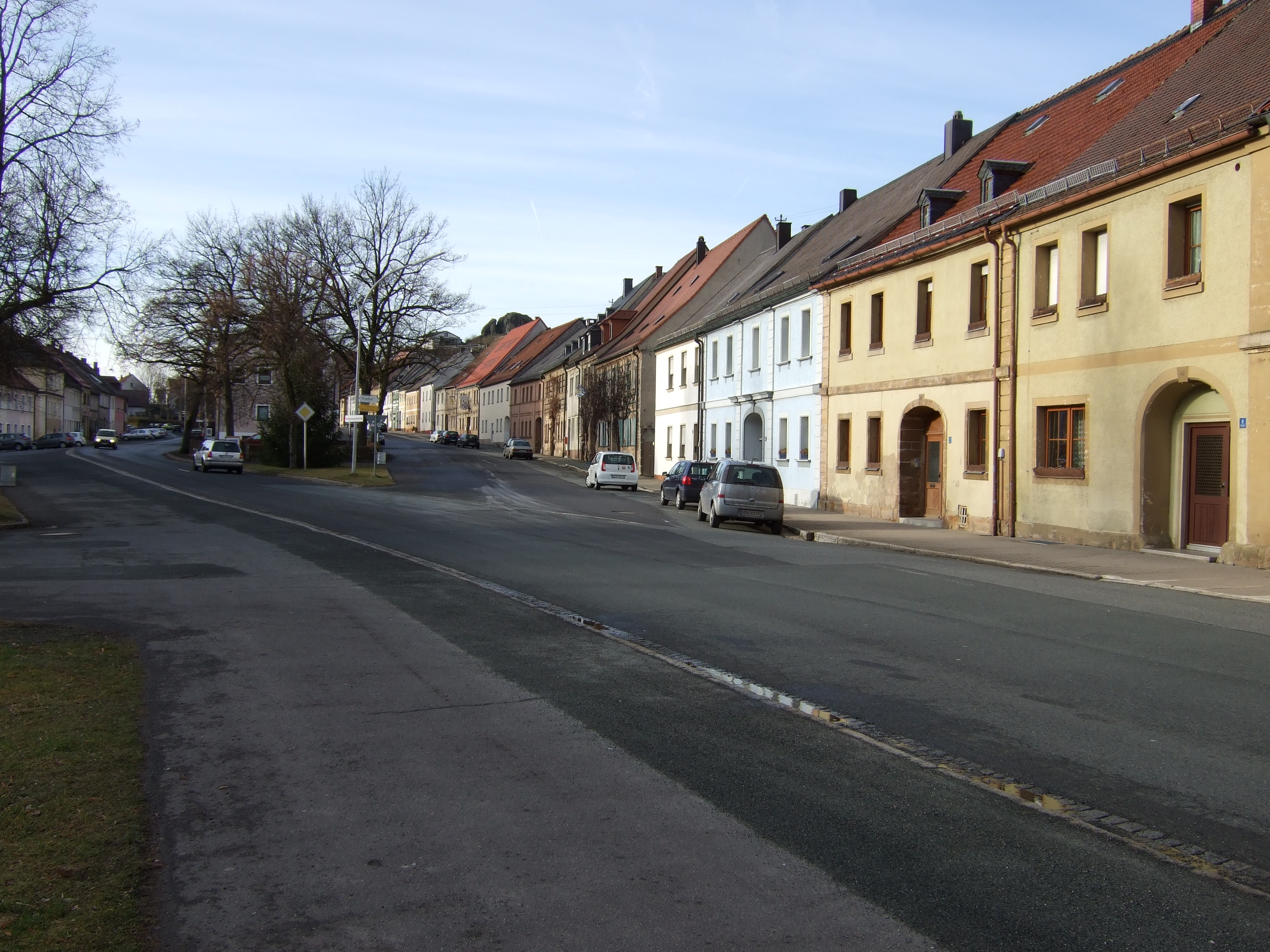
Marktplatz

Neustadt am Kulm ist eine Stadt im Oberpfälzer Landkreis Neustadt an der Waldnaab und ein Mitglied der Verwaltungsgemeinschaft Eschenbach.

## Geografie
Neustadt liegt in der Planungsregion Oberpfalz-Nord am Fuße des Rauhen Kulms. Größere Nachbarstädte sind Amberg, Bayreuth, Marktredwitz und Weiden. Mit dem Auto sind sie etwa eine Halbe- bis Dreiviertelstunde entfernt und liegen somit in Pendelreichweite. Rund eine Stunde entfernt befinden sich Regensburg, Nürnberg, Bamberg, Hof (Saale) sowie Eger (Cheb in Tschechien).

### Geologie
Die Landschaft um die Stadt bietet mit ihren ausgedehnten Wäldern vielfältige Wandermöglichkeiten. Aus geologischer Sicht sind vor allem die beiden Vulkane, der Rauhe Kulm und der Kleine Kulm, interessant. Sie entstanden im Zusammenhang mit der Auffaltung der Alpen. Die Böden vor den Toren der Stadt werden landwirtschaftlich genutzt.

### Nachbargemeinden
Es gibt folgende Nachbargemeinden (Reihenfolge im Uhrzeigersinn, beginnend im Norden): Kemnath, Kastl, Trabitz, Speinshart, Vorbach und Speichersdorf.

### Gemeindegliederung
Es gibt neun Gemeindeteile (in Klammern sind der Siedlungstyp und die Einwohnerzahlen, Stand 31. Dezember 2006, angegeben):
- Baumgartenhof (Einöde, 15)
- Filchendorf (Dorf, 218)
- Firkenhof (Weiler, 30)
- Lämmershof (Dorf, 53)
- Mockersdorf (Pfarrdorf, 108)
- Neustadt Nord
- Neumühle (Einöde, 2)
- Neustadt am Kulm (Hauptort, 856)
- Scheckenhof (Weiler, 32)
- Tremau (Weiler, 29)

## Geschichte

### Bis zum Jahr 1000
Die Stadt ist reich an Geschichte. Eine detaillierte Darstellung bietet der
Er umfasst neben der städtischen Geschichte auch die Besiedlung des Rauhen Kulms vor Gründung der Stadt. Es folgt an dieser Stelle ein kurzer Überblick über die wesentlichen historischen Fakten.
Frühe archäologische Funde am Rauhen Kulm wurden in die Bronzezeit, spätere in die Hallstattzeit datiert (ca. 800–450 v. Chr.). Um das Jahr 1000 dürften die ersten dauerhaften Ansiedlungen entstanden sein. Neustadt liegt im Zentrum der historischen naabwendischen Siedlungskammer Flednitz.

### Neustadt am Kulm
Im Jahr 1281 erwarb der Burggraf Friedrich III. von Nürnberg die bis dahin leuchtenbergische Burg auf dem Rauhen Kulm samt den dazugehörenden Orten, darunter Filchendorf.
Mit Erlaubnis Kaiser Karls IV. wurde 1370 zwischen dem Rauhen Kulm und dem Kleinen Kulm eine Stadt angelegt, die zunächst den Namen Newenstat zwischen den Kulmen erhielt.
1413 wurde das Karmelitenkloster Neustadt am Kulm gegründet.
Neustadt war zunächst nach Mockersdorf eingepfarrt und erhielt erst in der Reformationszeit eine eigene Pfarrkirche.
Der Dreißigjährige Krieg und die Pest führten zur nahezu vollständigen Vernichtung der Stadt. Die Stadt gehörte zum 1792 von Preußen erworbenen Fürstentum Bayreuth. Von 1680 bis 1772 war Neustadt der Hauptsitz des Oberamts Neustadt am Kulm. Das bayreuthische Kastenamt fiel durch preußisch-bayerische Grenzbereinigungen im Jahr 1803 an Bayern. Im Zuge der Verwaltungsreformen in Bayern entstand mit dem Gemeindeedikt von 1818 die heutige Gemeinde. Am 19. April 1945 wurde die Stadt durch Luftangriffe amerikanischer Bomber wiederum schwer mitgenommen. Dabei wurde auch der historische Stadtkern mitsamt den mittelalterlichen Stadttoren zerstört.

### Mockersdorf
Mockersdorf ist sehr alt. Schon in der Karolingerzeit gab es eine Siedlung, wie ein Anfang des 20. Jahrhunderts entdecktes Reihengräberfeld beweist. 1244 wurde der Ort erstmals schriftlich erwähnt. Von 1385 bis 1436 war Mockersdorf im Besitz der Nürnberger Burggrafen, dann kam es zur Oberpfalz.
Bis zur Gebietsreform war Mockersdorf eine eigene Gemeinde.
Eine eigene Pfarrei ist Mockersdorf bis heute. Sie zählt zu den Urpfarreien der Oberpfalz.

### Filchendorf
Der Name des erstmals in einer Urkunde vom Ende des 13. Jahrhunderts genannten Ortes ist germanisch-frühdeutschen Ursprungs. Der Ort ist ebenso wie Mockersdorf vermutlich schon im 9. Jahrhundert entstanden.

### Religionen
In Neustadt am Kulm gehören laut Zensus am 9. Mai 2011 62,1 % der Einwohner der evangelisch-lutherischen und 33,3 % der römisch-katholischen Kirche an. 4,6 % sind konfessionslos oder andersgläubig. Dabei sind aus historischen Gründen vor allem die Kulmstadt selbst sowie Filchendorf und Scheckenhof mehrheitlich evangelisch-lutherisch, während insbesondere Mockersdorf, Firkenhof und Lämmershof vorwiegend römisch-katholisch sind.
In der Gemeinde gibt es zwei Hauptkirchen, die römisch-katholische Pfarrkirche St. Michael in Mockersdorf sowie die evangelische Dreieinigkeitskirche. Die Gemeinde zählt zu den neun Gemeinden im Nordosten der Oberpfalz, in der die Bevölkerung mehrheitlich evangelisch ist.

### Dialekt
Abweichend von der übrigen Oberpfalz gehört Neustadt am Kulm zum oberfränkischen Sprachraum. Neustadt hat dabei allerdings eine stadteigene Färbung hinsichtlich der Muttersprache.

### Eingemeindungen
Im Zuge der Gebietsreform in Bayern wurde am 1. Januar 1972 die Gemeinde Filchendorf und am 1. Juli 1972 ein Teil der Gemeinde Mockersdorf eingegliedert.

### Einwohnerentwicklung
| Jahr      | 1840 | 1900 | 1950 | 1961 | 1970 | 1987 | 1991 | 1995 | 2005 | 2010 | 2015 | 2020 |
| Einwohner | 1473 | 1343 | 1666 | 1374 | 1346 | 1311 | 1342 | 1323 | 1329 | 1238 | 1125 | 1129 |

Zwischen 1988 und 2018 sank die Einwohnerzahl von 1310 auf 1105 um 205 bzw. um 15,7 %.

## Politik

### Stadtrat
Seit der vergangenen Kommunalwahl am 15. März 2020 setzt sich der Stadtrat folgendermaßen zusammen:

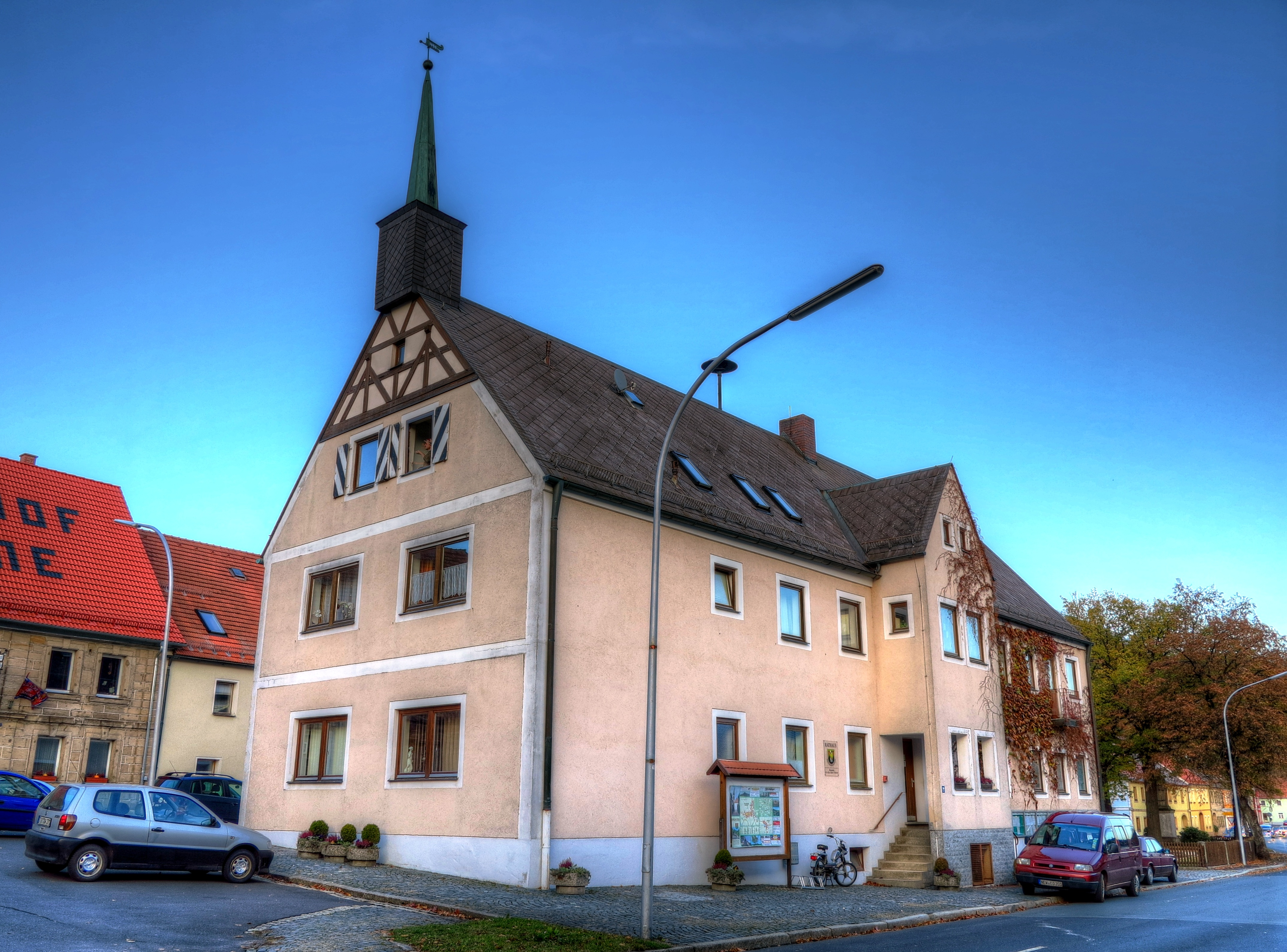
Rathaus Neustadt am Kulm

| Partei / Liste                                             | Stimmenanteil | Sitze |
| CSU                                                        | 30,3 %        | 4     |
| Bürgerliste – „Neustadt braucht Zukunft“ (BL-NBZ)          | 27,3 %        | 3     |
| Unabhängige Wählergemeinschaft Filchendorf UWF             | 22,7 %        | 3     |
| Christl. Wählergemeinschaft Mockersdorf-Lämmershof (CW-ML) | 19,7 %        | 2     |
| Gesamt                                                     | 100 %         | 12    |
| Wahlbeteiligung: 82,5 %                                    |               |       |

### Bürgermeister
Erster Bürgermeister ist seit 2008 Wolfgang Haberberger (CW-ML). Dessen Vorgänger war Rudolf Lang (CSU) gewesen. Bei der Wahl 2020 wurde er mit 50,1 % zum dritten Mal im Amt bestätigt.

### Wappen
| Wappen von Neustadt am Kulm | Blasonierung: „In Gold zwei mit je einem roten Zinnenturm besetzte grüne Bergkegel, dazwischen unten eine eintürmige silberne Kirche mit roten Dächern, über der ein von Silber und Schwarz gevierter Schild der Hohenzollern schwebt.“ |
| Wappen von Neustadt am Kulm | |

### Städtepartnerschaften

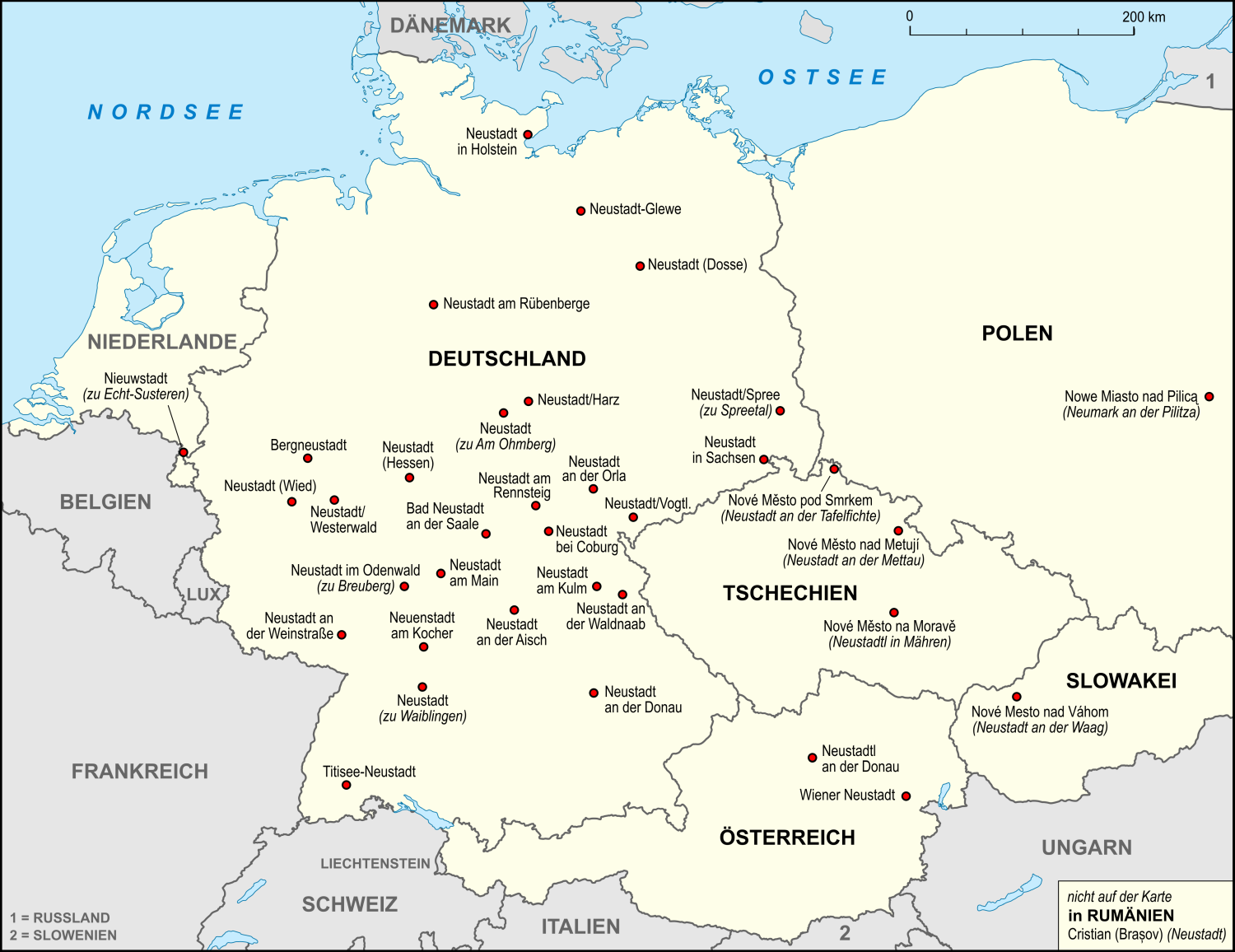
Arbeitsgemeinschaft Neustadt in Europa

Neustadt ist Mitglied der internationalen Arbeitsgemeinschaft Neustadt in Europa. Sie ist eine der größten Städtefreundschaften in Europa und umfasst 37 Städte, Gemeinden und Ortsteile mit dem Namen „Neustadt“ in acht mitteleuropäischen Ländern, davon 27 in Deutschland, zwei in Österreich, eine in Ungarn, drei in der Tschechischen Republik, eine in Polen, eine in den Niederlanden, eine in der Slowakischen Republik und eine in Rumänien.
Hinzu kommen Partnerschaften
- Eschenbach in der Oberpfalz

und den Gemeinden
- Lichtenau (Sachsen), Speichersdorf (Oberfranken) und Speinshart (Oberpfalz).

## Kultur und Sehenswürdigkeiten

### Bauwerke
- Barocke Stadtkirche (evangelisch-lutherisch), entstanden aus dem ehemaligen Neustädter Karmelitenkloster, Orgel 1892 von Steinmeyer (16/II/P)
- Friedhofskirche, Orgel von Veit Purrucker 1732 (11/I/P)
- Pfarrkirche St. Michael in Mockersdorf (römisch-katholisch)
- Ringwälle an der Südseite des Rauhen Kulm (vermutlich Bronzezeit; neue archäologische Untersuchungen haben jedoch ergeben, dass die Ringwallanlage höchstwahrscheinlich aus dem 10. Jahrhundert, also aus der Zeit der Ungarnzüge, stammt): ehemalige Wallanlage Rauher Kulm.
- Aussichtsturm am Rauhen Kulm
- mehrere Felsenkeller am Fuße des Rauhen Kulms (einer für die Öffentlichkeit zugänglich)
- Mittelalterliche Stadtmauer; teilweise erhalten
- Schloss Filchendorf, Entstehungszeit: 1626 bezeichnet

### Bodendenkmäler
Die mittelalterlichen Gipfelburgen auf den beiden Kulmen wurden 1554 zerstört. Erhalten sind lediglich fragmentarische Überreste: Burgstall Rauhenkulm und Burgstall Schlechtenkulm.

### Naturdenkmäler

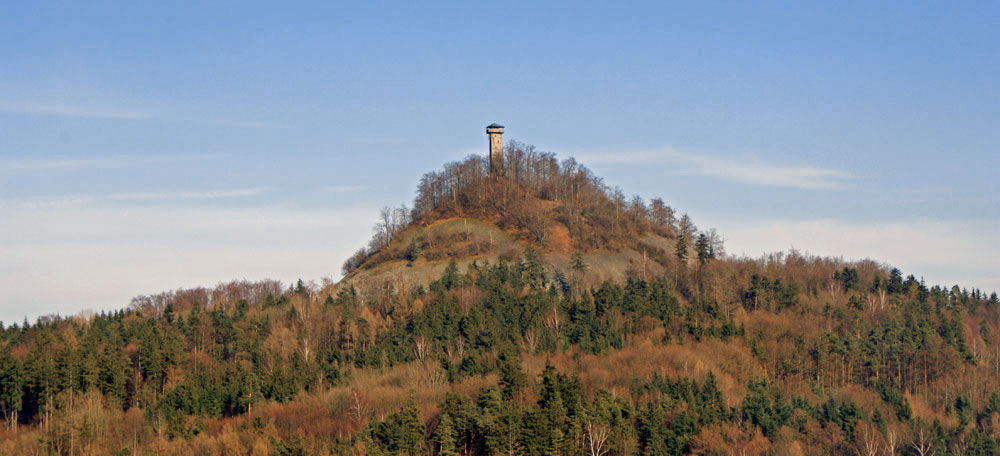
Blick zum Rauhen Kulm

Wichtigste Sehenswürdigkeit ist der 682 Meter hohe Rauhe Kulm mit dem 25 Meter hohen Aussichtsturm. Seit 1949 ist er als Naturdenkmal geschützt. Im Ort befindet sich auch die Felsformation Kleiner Kulm und östlich des Rauhen Kulms der kleine Kühhübel, dessen Basaltkuppe industriell fast komplett abgebaut wurde.
Der Rauhe Kulm wurde bei einer Umfrage der Heinz Sielmann Stiftung EUROPARC Deutschland e. V. zu Deutschlands schönstem Naturwunder des Jahres 2013 gewählt. Zur Auswahl standen 21 Naturdenkmale aus den Nationalen Naturlandschaften und anderen Regionen Deutschlands. Den zweiten Platz belegte die Steinerne Rose bei Saalburg-Ebersdorf. Auf dem dritten Rang folgte der Stiefel bei St. Ingbert.

### Veranstaltungen
Ende Juli findet das Neustädter Bürgerfest und im November die Kirwa (Kirchweih) statt. Vom 25. Juli bis 27. Juli 2003 wurde das 25. Neustadt-Treffen der Gemeinschaft Neustadt in Europa in Neustadt am Kulm abgehalten. Die Stadt zwischen den Kulmen ist für das Jahr 2026 erneut als Veranstaltungsort des Neustadttreffens vorgesehen.
Über viele Jahrzehnte hinweg wurde jeden Sommer am Marktplatz das SPD-Kinderfest veranstaltet. In unregelmäßigen Abständen, zuletzt 2011, wird das Musikfestival Rock am Kulm veranstaltet. An Fasching veranstaltet der Sportverein den Kinderfasching und einen Sportlerball und die Freiwillige Feuerwehr Neustadt am Kulm in der Regel am 1. Mai ihren Tag der offenen Tür.
Der Obst- und Gartenbauverein organisiert im Oktober den „Almabtrieb“ der Ziegen vom Kleinen Kulm. Das Spektakel begleitete im Jahr 2012 auch ein Fernsehteam des Bayerischen Rundfunks. Während der erste Almabtrieb im Jahr 2010 etwa 100 Besucher verzeichnete, strömten im Jahr 2017 über 1500 Menschen in die Stadt. Nicht zuletzt wegen seiner Einmaligkeit in der Gegend entwickelte sich der Almabtrieb zu einem Event für die gesamte Region mit zahlreichen Ständen auf dem Marktplatz der Kulmstadt.

## Wirtschaft und Infrastruktur

### Verkehr

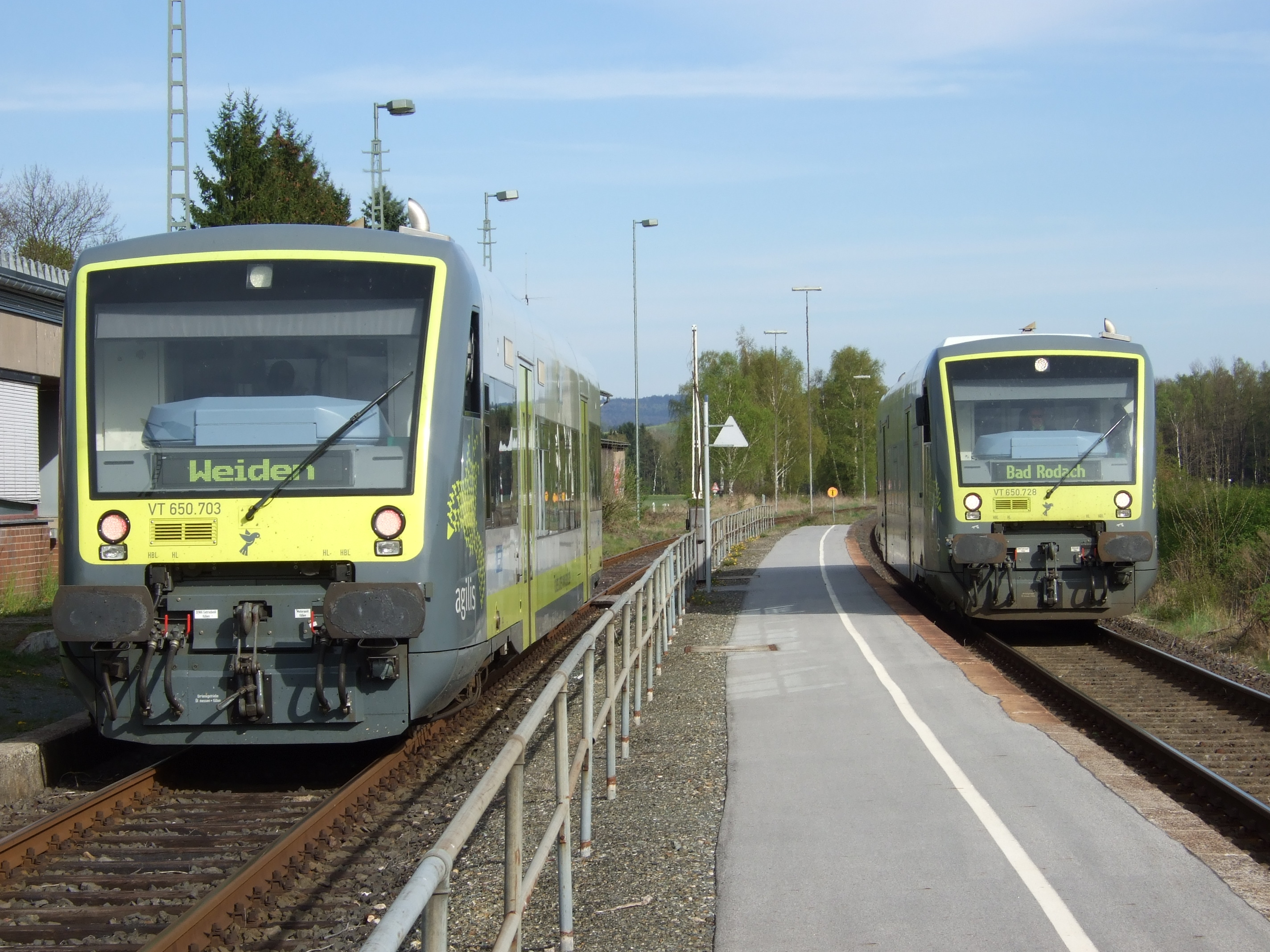
Zugkreuzung im Bahnhof Kemnath-Neustadt

Zwischen Neustadt am Kulm und der Nachbarstadt Kemnath befindet sich der Bahnhof Kemnath-Neustadt an der Bahnstrecke Weiden–Bayreuth. Von dort bestehen werktags stündliche Verbindungen nach Bayreuth und Weiden, mit Anschlüssen in Weiden in Richtung Regensburg – München, in Kirchenlaibach in die Richtungen Nürnberg und Hof sowie in Bayreuth nach Lichtenfels – Würzburg.
In einer halben Stunde können mit dem Auto die nächsten größeren Städte Bayreuth und Weiden sowie die Anschlussstellen zu den Bundesautobahnen 9, 70 und 93 erreicht werden.

### Medien
- Der neue Tag als regionale Tageszeitung mit Sitz in Weiden.
- Nordbayerischer Kurier als regionale Tageszeitung mit Sitz in Bayreuth.
- In unregelmäßigen Abständen erscheint der Kulmbote in Form eines Mitteilungsblattes.

### Öffentliche Einrichtungen
- Rathaus der Stadt Neustadt am Kulm am Marktplatz
- Allgemeinarztpraxis am Marktplatz
- Zweigstelle der Raiffeisenbank am Kulm
- Freiwillige Feuerwehr
- Ersthelfergruppe des Roten Kreuzes
- Sportverein
- Posaunenchor
- Obst- und Gartenbauverein
- Kulmterrasse mit Dauerausstellung archäologischer Funde

### Bildung
- Evangelisch-lutherischer Kindergarten Haus der kleinen Füße
- Grundschule Am Rauhen Kulm

### Tourismus
Vor allem in der warmen Jahreszeit sind die beiden Berge der Stadt ein beliebtes Ausflugsziel. Zudem existieren ein paar Ferienwohnungen im Gemeindegebiet.

## Persönlichkeiten

### Söhne und Töchter der Stadt
- Johann Adam Rößler (1669–1727), Geistlicher[12]
- Johann Adam Tresenreuter (1676–1754), Magister und Theologe, Vater von Johann Ulrich Tresenreuter
- Johann Christian Christoph Richter (1727–1778), Vater von Jean Paul
- Georg Jacob Schaeffler (1865–1962), Vater von Georg Schaeffler, dem Gründer der Schaeffler-Gruppe
- Georg Sparrer (1877–1936), Politiker (DDP), Reichstagsabgeordneter
- Renate Will (* 1947), Politikerin (FDP)

### Persönlichkeiten, die in Neustadt am Kulm gewirkt haben
- Johann Nicolaus Apel (1757–1823), deutscher Autor, Doktor der Philosophie, Erbauer des ersten Aussichtsturms auf dem Rauhen Kulm und Bürgermeister der Stadt Neustadt am Kulm
- Johann Philipp von Beust (1706–1776), General und Geheimer Kriegsrat, Oberamtmann in Neustadt am Kulm (1745–1761),[13] Kommandant auf der Plassenburg (1755–1777[?])[14]
- Der arme Heinrich zu Bibrach (um 1352), Landrichter auf dem Kulm
- Alexander Carner (1603–1668), 1635–1668 Pfarrer in Neustadt am Kulm
- Willibald Caspari, Mitunterzeichner der Formula Concordiae, 1560–1589 Pfarrer in Neustadt am Kulm
- Gersdorfer German aus Kulmbach, amtierte vor seiner pfälzischen Kirchenzeit 1575 bis 1579 in Neustadt am Kulm als Schulmeister
- Johann Georg von Gleißenthal (1507–1580), Abt im Kloster Speinshart, ab 1551 evangelischer Geistlicher, Grabmal in Neustadt am Kulm[15]
- Georgius Hornius (1620–1670), deutscher Historiker, Geograf, Theologe und Professor; lebte zeitweise in Neustadt am Kulm[16]
- Erhard Metzler († 1568), Schulmeister in Neustadt
- Hans Musling, Weiß genannt (um 1515), brandenburgischer Richter und Kastner zu Neustadt am Kulm
- Adalbert Neischl (1853–1911), deutscher Geologe und Gelehrter
- Christof Nickl (1886–1967), Politiker der CSU, Bürgermeister von Mockersdorf beziehungsweise Haidenaab, Mitglied des Deutschen Bundestags (1949–1953)
- Heinrich, Friedrich, Hans und Herrmann Oberndorfer (vor 1291–1466), Leuchtenbergisches Ministerialengeschlecht zu Mockersdorf
- Johann Richter (–1763), Großvater väterlicherseits von Jean Paul; Musiker, Kantor, Organist und Rektor in Neustadt am Kulm
- Adam Rößler (1636–1719), 1669–1693 Pfarrer in Neustadt am Kulm[17][18]
- Johann Sebastian Schaeffler (1824–1893), Großvater von Georg Schaeffler, dem Gründer der Schaeffler Gruppe; Webermeister in Neustadt am Kulm[19]
- Wolfgang Schmidt, Landschaftskommissar und Steuereinnehmer in Neustadt am Kulm und Creußen; Stadt- und Gerichtsschreiber in Neustadt bis 1770
- Georg Albrecht Stübner (1680–1723), Dichter geistlicher Lieder und Professor; Pastor in Neustadt am Kulm (1703–1708)[20]
- Jobst Bernhard von Weidenberg (um 1610), fürstlich Kulmbacher Amtmann zu Neustadt am Kulm
- Joseph Weigert (1900–1931), Bauerpfarrer und Schriftsteller in Mockersdorf
- Konz von Wirsberg (1470–1490), „Amtmann zum schlechten Culm“ (Kleinen Kulm)
- Fridericus zu Wydenberg (um 1309), Richter auf der Reichsfeste Rauher Kulm
- Justus Friedrich Zehelein (1760–1802), deutscher Schriftsteller, Jurist, Komponist und Radierer; Erster (Königlich Preußischer) Justizamtmann der Stadt Neustadt am Kulm

## Sonstiges
- Neustadt am Kulm ist die kleinste Stadt der Oberpfalz und die viertkleinste Stadt in Bayern.
- Nach fast 150 Jahren schloss die Deutsche Post AG im September 2011 die Poststelle in Neustadt am Kulm.[21]